# Merlin Holland
Christopher Merlin Vyvyan Holland (* 1945 in London) ist ein englischer Journalist und einziger Enkel des Schriftstellers Oscar Wilde. Holland wurde als Sohn von Vyvyan Holland und dessen zweiter Ehefrau Thelma Besant geboren. Merlin Holland lebt in Frankreich.

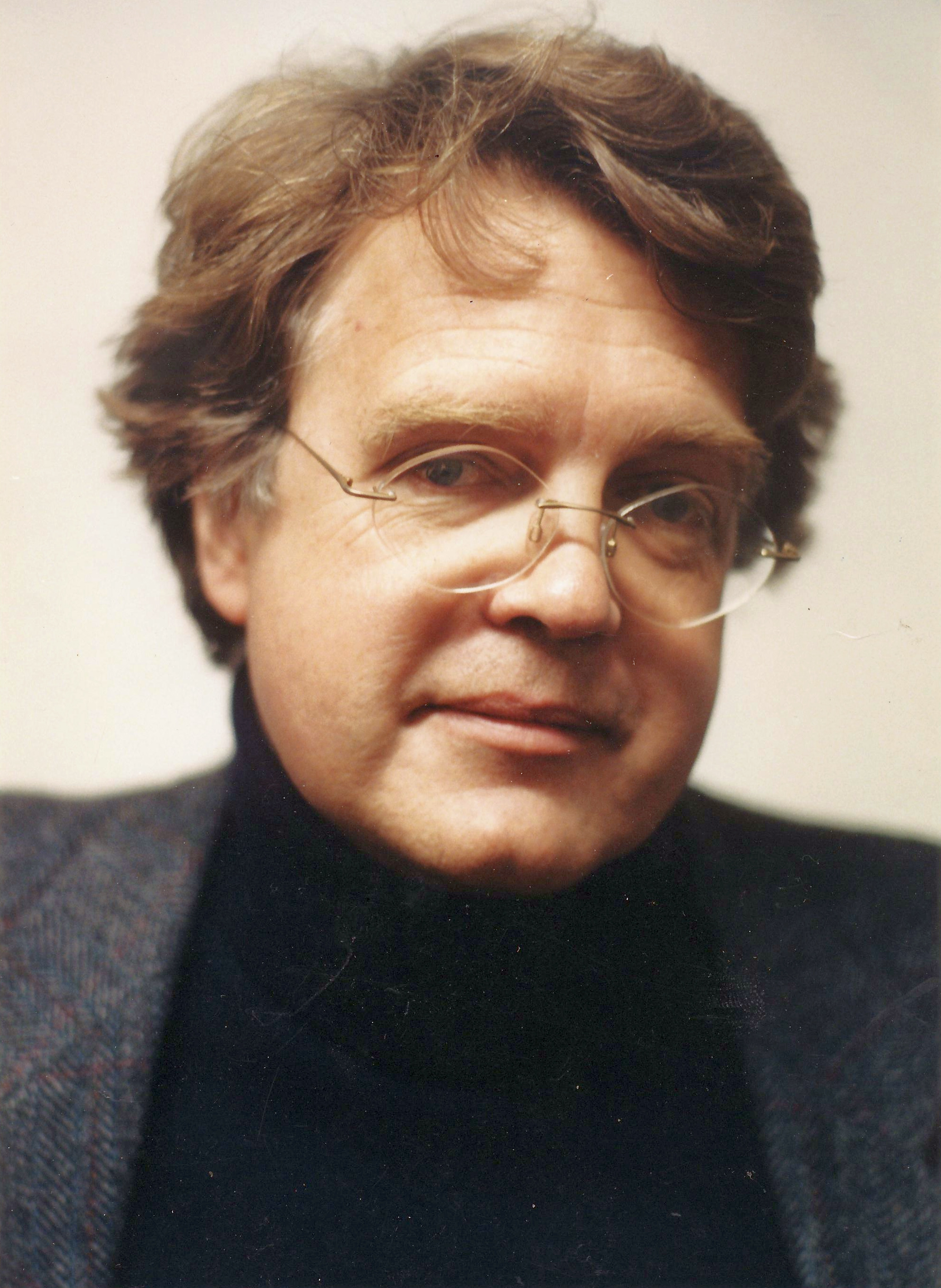
Merlin Holland (2009)

## Werke
- Oscar Wilde im Kreuzverhör – Die erste vollständige Niederschrift des Queensberry-Prozesses. Karl Blessing, München 2003, ISBN 3-89667-240-1
- Das Oscar-Wilde-Album. Karl Blessing, München 1997, ISBN 3-89667-077-8 (Fotografien)
- Oscar Wilde im Kreuzverhör. Bearbeitung und Regie: Norbert Schaeffer. Prod.: NDR/SWR, 2004. (Hörspiel; Hörbuchausgabe bei Random House Audio, ISBN 3-89830-930-4)